# Sarcophyton gemmatum
Sarcophyton gemmatum is een zachte koraalsoort uit de familie Alcyoniidae. De koraalsoort komt uit het geslacht Sarcophyton. Sarcophyton gemmatum werd in 1978 voor het eerst wetenschappelijk beschreven door Verseveldt & Benayahu. 